# Myrcia verrucosa
Myrcia verrucosa är en myrtenväxtart som beskrevs av Marcos Sobral. Myrcia verrucosa ingår i släktet Myrcia och familjen myrtenväxter. Inga underarter finns listade i Catalogue of Life.